# Špilja u Tankom Ratcu
Špilja u Tankom Ratcu este o arie protejată (sit de importanță comunitară — SCI) din Croația întinsă pe o suprafață de 0,78 ha, integral pe uscat.

## Localizare
Centrul sitului Špilja u Tankom Ratcu este situat la coordonatele 43°21′37″N 16°34′11″E / 43.360215°N 16.569584°E.

## Înființare
Situl Špilja u Tankom Ratcu a fost declarat sit de importanță comunitară în iulie 2013 pentru a proteja un număr necunoscut de specii din flora spontană și fauna sălbatică aflate în arealul zonei.

## Biodiversitate
Situată în ecoregiunea mediteraneană, aria protejată conține 1 habitat natural: Peșteri inaccesibile publicului.
La baza desemnării sitului se află un număr nedeclarat de specii protejate.